# X з'їзд РКП(б)
X з'їзд РКП (б) — зібрання РКП (б), що проходило 8 березня — 16 березня 1921 року, у Москві. 1135 делегатів від більш ніж 732000 членів партії.

## Порядок денний
- Політичний звіт ЦК;
- Організаційний звіт ЦК;
- Звіт Контрольної комісії;
- Про Главполітпросвіту і агітаційно-пропагандистську роботу партії;
- Чергові завдання партії в національному питанні;
- Питання партійного будівництва;
- Профспілки і їх роль в господарському житті країни;
- Про заміну продрозкладки натуральним податком;
- Соціалістична республіка в капіталістичному оточенні;
- Звіт представника РКП (б) в Комінтерні;
- Про єдність партії і анархо-синдикалістського ухилу;
- Вибори керівних органів.

Резолюції і ухвали:
- По звіту ЦК;
- З питань партійного будівництва;
- Про єдність партії;
- Про синдикалістський і анархістський ухил в наший партії
- Про членів розбещеної групи «робочої опозиції», вибраних в ЦК;
- Про контрольні комісії;
- Про роль і завдання профспілок;
- Про Главполітпросвіту і агітаційно-пропагандистські завдання партії;
- Про організацію курсів з вивчення марксизму;
- Про чергові завдання партії в національному питанні;
- Про заміну продрозкладки натуральним податком;
- Про кооперацію;
- Про перегляд фінансової політики;
- Про поліпшення положення потребуючих робочих селян;
- Радянська республіка в капіталістичному оточенні;
- Про Комуністичний Інтернаціонал;
- Про прийдешню імперіалістичну війну;
- З військового питання.

## Рішення з'їзду
На з'їзді було обрано:
- Центральний Комітет: 25 членів, 15 кандидатів у члени ЦК
- Центральна ревізійна комісія: 3 члени
- Центральна Контрольна Комісія: 7 членів, 3 кандидати в члени ЦКК

### Персональний склад членів Центрального комітету РКП (б), обраний з'їздом
1. Сергєєв Федір Андрійович
2. Бухарін Микола Іванович
3. Ворошилов Климент Єфремович
4. Дзержинський Фелікс Едмундович
5. Зінов'єв Григорій Овсійович
6. Калінін Михайло Іванович
7. Каменєв Лев Борисович
8. Комаров Микола Павлович
9. Кутузов Іван Іванович
10. Ленін Володимир Ілліч
11. Михайлов Василь Михайлович
12. Молотов В'ячеслав Михайлович
13. Орджонікідзе Григорій Костянтинович
14. Петровський Григорій Іванович
15. Радек Карл Бернгардович
16. Раковський Христіан Георгійович
17. Риков Олексій Іванович
18. Рудзутак Ян Ернестович
19. Сталін Йосип Віссаріонович
20. Томський Михайло Павлович
21. Троцький Лев Давидович
22. Тунтул Іван Якович
23. Фрунзе Михайло Васильович
24. Шляпников Олександр Гаврилович
25. Ярославський Омелян Михайлович
26. Чубар Влас Якович — із 9.08.1921

Персональний склад кандидатів у члени Центрального Комітету ВКП(б), обраний з'їздом:
1. Гусєв Сергій Іванович
2. Залуцький Петро Антонович
3. Зеленський Ісаак Абрамович
4. Кисельов Олексій Семенович
5. Кіров Сергій Миронович
6. Куйбишев Валеріан Володимирович
7. Мілютін Володимир Павлович
8. Оболенський Валеріан Валеріанович
9. П'ятаков Георгій Леонідович
10. Сафаров Георгій Іванович
11. Смирнов Іван Микитович
12. Сулімов Данило Єгорович
13. Угланов Микола Олександрович
14. Чубар Влас Якович — до 9.08.1921
15. Шмідт Василь Володимирович

Персональний склад членів Центральної Ревізійної Комісії ВКП(б), обраний з'їздом:
1. Курський Дмитро Іванович
2. Ногін Віктор Павлович
3. Скворцов-Степанов Іван Іванович

Персональний склад членів Центральної контрольної комісії ВКП(б), обраний з'їздом:
1. Кривов Тимофій Степанович
2. Кучменко Микола Осипович
3. Литвин-Сєдой Зиновій Якович
4. Смідович Петро Гермогенович
5. Сольц Арон Олександрович
6. Челишев Михайло Іванович
7. Шварц Ісаак Ізраїлевич

Персональний склад кандидатів у члени Центральної контрольної комісії ВКП(б), обраний з'їздом:
1. Батишев Ілля Григорович
2. Догадов Олександр Іванович
3. Озол Фріц Іванович

З'їзд ухвалив рішення про перехід від політики «військового комунізму» до нової економічної політики. Мобілізував близько 300 делегатів на придушення Кронштадтського заколоту.